# دائرة الكفاءة

يوضح مخطط أويلر الدائرة الفعلية للكفاءة مقارنة بالدائرة المتصورة للفرد الذي يبالغ في تقدير مستوى كفاءته.

دائرة الكفاءة هي مجال الموضوع الذي يتطابق مع مهارات الشخص أو خبرته. تم تطوير المفهوم من قبل وارن بافيت وتشارلي مونجر على أنه ما يسمونه النموذج العقلي وهو شكل مقنن من الفطنة التجارية فيما يتعلق باستراتيجية الاستثمار للحد من الاستثمارات المالية للفرد في المجالات التي قد يكون لدى الفرد فيها فهم أو خبرة محدودة مع التركيز في المجالات حيث يكون لدى المرء ألفة كبيرة. تؤكد الإستراتيجية على أهمية مواءمة التقييم الشخصي للفرد مع الكفاءة الفعلية. لخص بافيت المفهوم في الشعار "اعرف دائرة كفاءتك وتمسك بها. حجم تلك الدائرة ليس مهما للغاية ومع ذلك فإن معرفة حدودها أمر حيوي".
في رسالته عام 1996 إلى بيركشاير هاثاواي توسع بافيت:
يتتبع سامبان نيتايانون من جامعة ناريسوان المفهوم إن لم يكن المصطلحات منذ أندرو كارنيغي في قراره بالتركيز على الحديد والصلب وكتب "نصيحتي للشباب لن تركز فقط على وقتهم واهتمامهم العمل الوحيد في الحياة الذي ينخرطون فيه ولكن لوضع كل دولار من رؤوس أموالهم فيه".
يمكن مقارنة العمل ضمن دائرة الكفاءة مع أولئك الذين يتصرفون بثقة زائدة. على سبيل المثال من المرجح أن يعزو المستثمرون المؤسسيون الذين حققوا نجاحا في الماضي نجاحهم إلى قدراتهم الخاصة وليس إلى القوى الخارجية وبالتالي من المرجح أن يقوموا باستثمارات في مجالات خارج دائرة اختصاصهم. تم الاستشهاد باستراتيجية العمل داخل دوائرهم الفردية كسبب لتجنب كل من بافيت ومونجر الاستثمار في قطاع التكنولوجيا.
يمكن تحديد اتساع دائرة اختصاص أي فرد من خلال مجموعة من العوامل بما في ذلك مهنتهم وعادات الإنفاق وأنواع المنتجات التي يستخدمونها عادة. يمنح البقاء داخل دائرة الفرد عددا من الفوائد مثل ميزة المعلومات غير العادلة وتضييق الخيارات المتاحة وتقليل اتخاذ القرار السيئ.